# ハインリヒ・シュマウザー

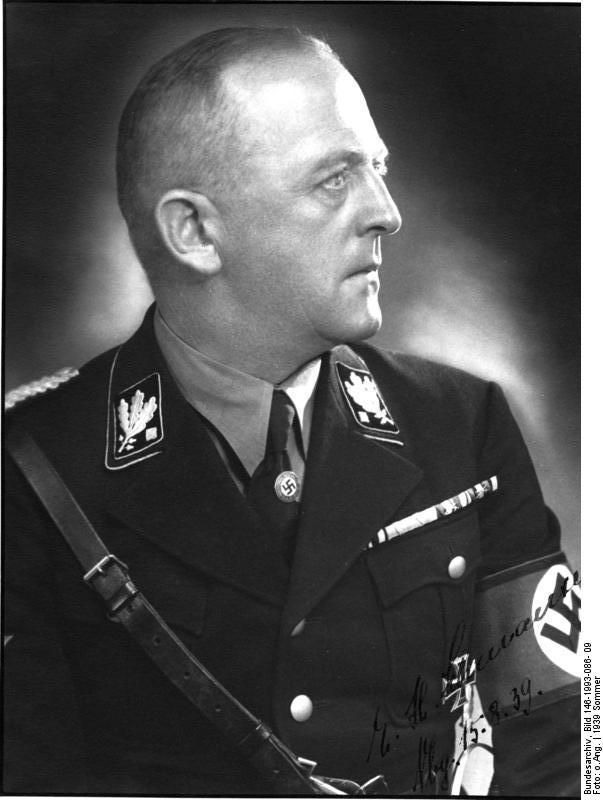
エルンスト＝ハインリヒ･シュマウザー

エルンスト＝ハインリヒ･シュマウザー（Ernst-Heinrich Schmauser、1890年1月18日 - 1945年12月31日）は、ナチス・ドイツの親衛隊（SS）の将軍。最終階級は親衛隊大将、警察大将及び武装親衛隊大将。

## 略歴
ホーフ・アン・デア・ザーレで実業家の息子として生まれる。1911年10月に陸軍に入りし、バイエルン第11歩兵連隊に入隊し、その後ハノーヴァーの陸運士官学校に入学した。第一次世界大戦が始まると西部戦線で戦い、3回負傷した。1919年2月に中尉の階級で軍を去り、その後は銀行員として1933年まで働いた。
1930年3月1日に国家社会主義ドイツ労働者党に入党（党員番号215,704）し、同時に突撃隊にも入隊した。10月14日に親衛隊入隊（隊員番号3,359）し、15日に親衛隊大佐となる。12月15日には第7親衛隊連隊の指揮官となる。1932年7月に選挙区20区（ライプツィヒ）の選出の国会議員となるが、1932年11月の選挙で落選した。1932年8月27日に第16親衛隊地区の地区指導者となり、10月6日に親衛隊上級大佐に昇進する。1933年7月3日に親衛隊少将に昇進する。1933年11月に選挙区24区（オーバーバイエルン・シュヴァーベン）選出の国会議員となる。1933年7月15日にフリードリヒ・イェッケルンの後任として親衛隊上級地区「南」(本部ミュンヘン)の地区指導者となり、9月15日に親衛隊中将に昇進している。1934年6月に起きた長いナイフの夜事件においては親衛隊対国防軍連絡将校となり、7月1日にエルンスト・レームの処刑を命じられたテオドール・アイケとミヒャエル・リッペルトに同行して、レームが監禁されていたミュンヘンのシュタンデルハイム刑務所を訪れている。1936年3月29日に選挙区26区 (フランケン). 選出の国会議員となる。4月1日には新設された親衛隊上級地区「マイン川」(本部ニュルンベルク)の地区指導者となり、1937年4月20日に親衛隊大将に昇進する。1940年の3月から4月の間、髑髏師団に入り訓練を受けた。1941年4月10日に警察大将に昇進、5月20日にエーリヒ・フォン・デム・バッハの後任として「南東」親衛隊及び警察高級指導者と親衛隊上級地区「南東」地区指導者に就任した。1944年7月1日には武装親衛隊大将へと昇進している。
1945年2月10日にソ連軍の捕虜となり、12月31日に殺害された。